# Кольстад, Ян
Ян Ко́льстад (норв. Jan Kolstad) — норвежский кёрлингист.
В составе мужской сборной Норвегии участник чемпионата мира 1975 (заняли восьмое место). В составе мужской сборной ветеранов Норвегии участник четырёх чемпионатов мира (лучший результат — четвёртое место в 2004).
Играл на позициях второго и третьего.

## Команды
| Сезон   | Четвёртый         | Третий            | Второй            | Первый           | Запасной        | Турниры            |
| ------- | ----------------- | ----------------- | ----------------- | ---------------- | --------------- | ------------------ |
| 1974—75 | Хельмер Стрёмбо   | Кнут Бьонес       | Ян Кольстад       | Эйвинн Флёстранд |                 | ЧМ 1975 (8 место)  |
| 2002—03 | Тормод Андреассен | Sverre Sandbakken | Ян Кольстад       | Olaf Carlem      | Хельмер Стрёмбо | ЧМВ 2003 (5 место) |
| 2003—04 | Тормод Андреассен | Ян Кольстад       | Sverre Sandbakken | Olaf Carlem      |                 | ЧМВ 2004 (4 место) |
| 2004—05 | Тормод Андреассен | Ян Кольстад       | Sverre Sandbakken | Olaf Carlem      |                 | ЧМВ 2005 (7 место) |
| 2005—06 | Тормод Андреассен | Sverre Sandbakken | Ян Кольстад       | Olaf Carlem      |                 | ЧМВ 2006 (7 место) |

(скипы выделены полужирным шрифтом)